# Moldava
Moldava (tyska: Moldau) är en by i Tjeckien, nära gränsen till Tyskland. Byn ligger i Ústecký kraj. Den hade 272 invånare 2006. Borgmästare är Josef Houdek.